# FODMAP
FODMAP — это англоязычный акроним, обозначающий короткоцепочечные углеводы (олигосахариды, дисахариды и моносахариды и близкие по строению сахароспирты — полиолы), которые плохо и не полностью всасываются в тонком кишечнике человека и приводят к повышенному газообразованию.
Определение FODMAP включает в себя короткоцепочечные (олиго-) полимеры (полисахариды) из мономеров фруктозы (фруктаны) и галактозы (галактаны), дисахариды (лактоза, мальтоза), моносахариды (фруктоза, галактоза), сахароспирты, такие, как сорбитол, маннитол, ксилитол и мальтитол.
Термин FODMAP происходит от сокращения ферментируемые (fermentable) олигосахариды (oligosaccharides), дисахариды (disaccharides), моносахариды (monosaccharides) и (and) полиолы (polyols). Ограничение содержания относящихся к группе FODMAP углеводов, как было показано в различных исследованиях, оказывает положительное действие при синдроме раздражённого кишечника и других функциональных заболеваниях желудочно-кишечного тракта.
Диета с низким содержанием относящихся к группе FODMAP углеводов была разработана в университете Монаш в Мельбурне, Австралия Питером Гибсоном и Сьюзан Шеферд.

## Фруктоза и лактоза